# Rennes-sur-Loue
Rennes-sur-Loue ist eine französische Gemeinde mit 107 Einwohnern (Stand: 1. Januar 2022) im Département Doubs in der Region Bourgogne-Franche-Comté.

## Geographie
Rennes-sur-Loue liegt auf 250 m, südlich von Quingey, etwa 29 Kilometer südwestlich der Stadt Besançon (Luftlinie). Das Dorf erstreckt sich im westlichen Jura, am linken (östlichen) Ufer der Loue nahe der Mündung der Furieuse, in einem Becken zwischen dem Bois de Trémont im Westen und der Höhe von By im Osten.
Die Fläche des 5,50 km² großen Gemeindegebiets umfasst einen Abschnitt des westlichen französischen Juras. Der zentrale Teil des Gebietes wird vom Talbecken der Loue eingenommen, das hier ungefähr 1,5 Kilometer breit ist. Die Loue fließt hier zunächst nach Süden, nimmt von links die Furieuse auf und durchbricht danach den Höhenzug des Trémont. Flankiert wird das Becken von den äußersten Höhenzügen des Juras. Im Westen reicht der Gemeindeboden auf den steil ansteigenden und dicht bewaldeten Höhenzug des Trémont (452 m). Nach Osten erstreckt sich das Gemeindeareal über einen zunächst sanft, später relativ steil ansteigenden Hang bis an den Rand der Höhe von By. Dieser Höhenzug gehört zu einer Jurakette, die sich vom Mont Poupet nordwärts bis zur Flussschleife der Loue hinzieht. Hier wird mit 495 m die höchste Erhebung von Rennes-sur-Loue erreicht.
Nachbargemeinden von Rennes-sur-Loue sind Chay im Norden, By im Osten, La Chapelle-sur-Furieuse und Grange-de-Vaivre im Süden sowie Port-Lesney und Buffard im Westen.

## Geschichte
Seit dem Mittelalter bildete Rennes den Mittelpunkt einer Herrschaft und etablierte sich als befestigtes Städtchen. Zusammen mit der Franche-Comté gelangte es mit dem Frieden von Nimwegen 1678 an Frankreich. Um Verwechslungen mit anderen Städten und Gemeinden des gleichen Namens zu vermeiden, wurde Rennes 1936 offiziell in Rennes-sur-Loue umbenannt.

## Sehenswürdigkeiten

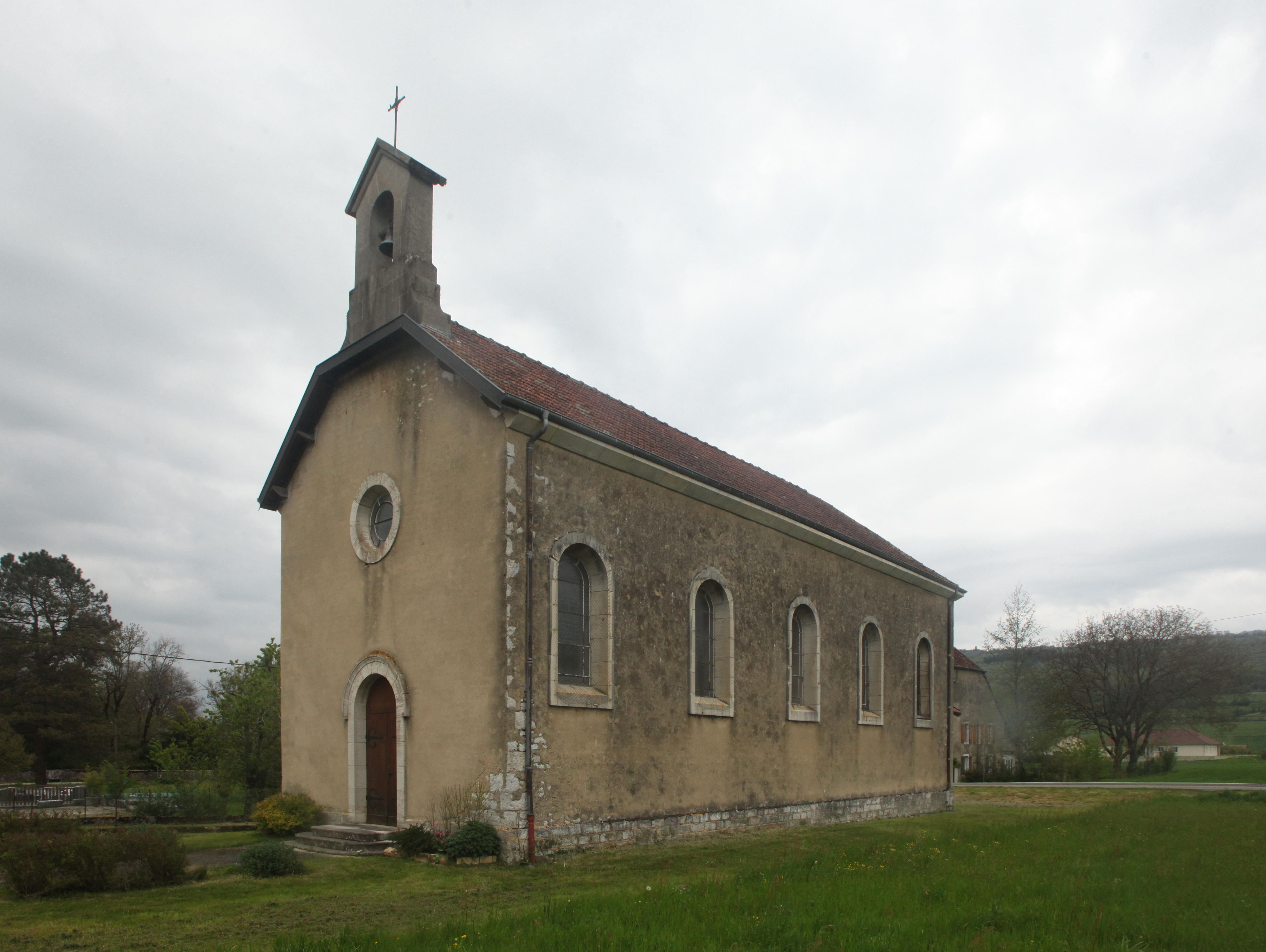
Kirche Notre-Dame de la Vierge-Marie

Die Kirche Notre-Dame wurde im 19. Jahrhundert erbaut. Vom mittelalterlichen Schloss sind nur noch wenige Überreste sichtbar. Das heutige Schloss, das der Familie Girod gehörte, wurde zu Beginn des 18. Jahrhunderts errichtet und steht in einem Park mit Orangerie (1829). Im Ortskern sind verschiedene Bürger- und Bauernhäuser im charakteristischen Stil der Franche-Comté aus dem 17. bis 19. Jahrhundert erhalten.

## Bevölkerung
| Jahr                       | 1962 | 1968 | 1975 | 1982 | 1990 | 1999 | 2006 | 2016 |
| Einwohner                  | 97   | 81   | 99   | 75   | 94   | 90   | 93   | 99   |
| Quellen: Cassini und INSEE |      |      |      |      |      |      |      |      |

Mit 107 Einwohnern (Stand 1. Januar 2022) gehört Rennes-sur-Loue zu den kleinsten Gemeinden des Départements Doubs. Nachdem die Einwohnerzahl in der ersten Hälfte des 20. Jahrhunderts deutlich abgenommen hatte (1896 wurden noch 204 Personen gezählt), wurden seit Beginn der 1970er Jahre nur noch geringe Schwankungen verzeichnet.

## Wirtschaft und Infrastruktur
Rennes-sur-Loue war bis weit ins 20. Jahrhundert hinein ein vorwiegend durch die Landwirtschaft (Ackerbau, Obstbau und Viehzucht) geprägtes Dorf. Daneben gibt es heute einige Betriebe des lokalen Kleingewerbes. Mittlerweile hat sich das Dorf auch zu einer Wohngemeinde gewandelt. Viele Erwerbstätige sind Wegpendler, die in den größeren Ortschaften der Umgebung ihrer Arbeit nachgehen.
Die Ortschaft ist verkehrstechnisch gut erschlossen. Sie liegt an der Hauptstraße N83, die von Besançon nach Lons-le-Saunier führt. Eine weitere Straßenverbindung besteht mit La Chapelle-sur-Furieuse.